# Озгентський сільський округ
Озге́нтський сільський округ (каз. Өзкент ауылдық округі, рос. Озгентский сельский округ) — адміністративна одиниця у складі Жанакорганського району Кизилординської області Казахстану. Адміністративний центр — село Озгент.
Населення — 1701 особа (2021; 1705 у 2009, 1526 у 1999, 1300 у 1989).
Станом на 1989 рік існувала Озгентська сільська рада (села Озгент, Політотділ, Старий Озгент). Пізніше село Акжол (колишнє Політотділ) утворило окремий сільський округ імені Машбека Налібаєва.

## Склад
До складу округу входять такі населені пункти:
| Населений пункт | Колишні назви | Населення, осіб (1989) | Населення, осіб (1999) | Населення, осіб (2009) | Населення, осіб (2021) |
| --------------- | ------------- | ---------------------- | ---------------------- | ---------------------- | ---------------------- |
| Аксуат, село    | Старий Озгент | 449                    | 551                    | 565                    | 610                    |
| Озгент, село    | -             | 851                    | 975                    | 1140                   | 1091                   |